# Регбийная премьер-лига
Некоммерческое партнёрство «Регбийная премьер-лига» (НП «РПЛ», Премьер-лига Регби) — организация, объединяющая профессиональные регбийные клубы российской Суперлиги и, начиная с сезона 2014 года, координирующая проведение чемпионата, кубка и суперкубка России по регби.

## История
Регбийная премьер-лига была создана 6 февраля 2014 года вместо Профессиональной регбийной лиги, так как юридический статус ПРЛ не соответствовал нормам Федерального закона «О физической культуре и спорте в Российской Федерации».

26 марта Федерация регби России и Регбийная премьер-лига подписали договор о передаче РПЛ прав на проведение чемпионата и кубка России по регби. Договор рассчитан на срок до 31 декабря 2015 года. С сезона 2020/2021 права на проведение Чемпионата России по регби принадлежат «Центру проведения соревнований Федерации Регби России».

## Состав
|  | Годы чемпионства |
|  | Годы участия     |
|  | Годы неучастия   |

| Команда         | Город       | 2014 | 2015 |
| --------------- | ----------- | ---- | ---- |
| Булава          | Таганрог    |      |      |
| ВВА-Подмосковье | Монино      |      |      |
| Енисей-СТМ      | Красноярск  |      |      |
| Зеленоград      | Москва      |      |      |
| Империя         | Пенза       |      |      |
| Красный Яр      | Красноярск  |      |      |
| Кубань          | Краснодар   |      |      |
| Металлург       | Новокузнецк |      |      |
| Слава           | Москва      |      |      |
| УОР             | Монино      |      |      |
| Фили            | Москва      |      |      |

## Президенты
- Ахмет Камальдинов (6 февраля 2014 — 24 июня 2014)[4]
- Иван Лыско (18 сентября 2014 — 24 ноября 2014)[5]
- Эдуард Садов (24 ноября 2014 — )[6]

## Адрес
- Юридический и фактический адрес: 119019, Россия, Москва, ул. Новый Арбат, дом 21, строение 1[7]